# John N. Garner
John Nance Garner IV (22. november 1868 – 7. november 1967) var et kongresmedlem fra Texas og USA's 32. vicepræsident. Han var kendt under tilnavnet Cactus Jack.
Han studerede jura og begyndte i 1890 sin karriere som advokat i Uvalde, Texas. Han arbejdede som dommer i Uvalde County i perioden 1893–1896 og sad i underhuset i delstatens lovgivende forsamling, Texas House of Representatives fra 1898 til 1902 Da Garner i 1893 blev valgt til dommer i distriktet, var Mariette "Ettie" Rheiner hans modstander i primærvalget. Han giftede sig to år senere med Mariette og parret fik i 1896 en søn, Tully Charles Garner.
Ved kongresvalget i 1902 blev Garner indvalgt i Repræsentanternes hus. Han repræsenterede der et valgdistrikt i Sydtexas i tredive år, fra 1903 til 1933. Garners kone arbejdede som hans privatsekretær. Garner var repræsentanthusets formand, Speaker, i perioden 1931 til 1933. Med undtagelse af Garner er det kun Schuyler Colfax som har været formand i repræsentanthuset før han blev USA's vicepræsident.
Da demokraterne valgte præsidentkandidat til præsidentvalget i 1932, var Garner en af Franklin D. Roosevelts skrappeste modstandere. Da det så klart ud til at Roosevelt ville blive nomineret, lykkedes det for Garner at blive hans vicepræsidentkandidat. Roosevelt og Garner vandt valget og de blev også genvalgt til deres respektive embeder i 1936. Garner var ikke særlig fornøjet med vicepræsidentens muligheder til at påvirke, og han har sagt at embedet var "not worth a bucket of warm piss".
Under Roosevelts anden mandatperiode blev forholdet mellem præsident og vicepræsident mærkbart ringere, og de var uenige om mange af tidens centrale politiske spørgsmål. Mange af de demokrater der var misfornøjede med præsidenten bad Garner om at stille op ved præsidentvalget i 1940. Garner anså sig være en foregangsmand i partiets traditionelle gruppe i modsætning til fornyerne som stod bag New Deal. Garner var en favorit i opinionsmålingerne blandt demokratiske vælgere, eftersom mange antog at Roosevelt ville følge traditionen og ikke stille op til en tredje mandatperiode i Det hvide hus.
Da det viste sig at Roosevelt var villig til at opstille i præsidentvalget, bestemte Garner sig for alligevel at udfordre præsidenten. Han vidste at chancerne ikke var store, men han var stærkt imod tanken om at nogen skulle vælges til tre mandatperioder som præsident, og desuden var han mod Roosevelts politik. Roosevelt vandt klart over Garner i primærvalget. Efter at have forladt vicepræsidentembedet i januar 1941 pensionerede Garner sig og tog tilbage til hjembyen Uvalde.
Da han døde 98 år gammel, var han den længstlevende person der nogensinde havde siddet i en af de to højeste embeder i amerikansk politik, en rekord som fortsat står den dag i dag.